# ZNTK Stargard 411S
411S – normalnotorowy niesamojezdny pług śnieżny produkowany przez Zakłady Naprawcze Taboru Kolejowego Stargard w latach 1972–1989. Eksploatowane obecnie przez PKP Polskie Linie Kolejowe. Na PKP otrzymały oznaczenie serii XUa
Dokumentacja pługa została opracowana w 1971 przez COBiRTK w Poznaniu. Został skonstruowany na bazie ramy wagonu węglarki 401WD. Kabiny sterownicze pudła zaadaptowano z lokomotywy EU07. Wykorzystano dwa dwuosiowe wózki typu 1XTa/B, zamieniane następnie w toku produkcji i eksploatacji na nowsze 25TNa; odległość między czopami skrętu wynosi 8500 mm. Pług posiada agregat prądotwórczy o mocy 16 kW, napędzany silnikiem wysokoprężnym S322. 
Maksymalna grubość śniegu wynosi 1,5 m. Lemiesze pługa: czołowe i boczne, ustawiane są hydraulicznie. Lemiesz czołowy może być ustawiony do odśnieżania dwustronnego (szerokość odśnieżania 3,12 m) lub jednostronnego, na stronę lewą lub prawą (szerokość odśnieżania 2,99 m). Odchylane zawiasowo skrzydła boczne pozwalają na zwiększenie szerokości odśnieżania do 6,16 m. Pług posiada obsługę 3 osób. Do poruszania potrzebna jest lokomotywa o sile pociągowej od 77 do 180 kN (zależnie od grubości śniegu).
W latach 1972–1989 wyprodukowano 158 pługów, w większości na PKP, ale także na koleje przemysłowe i na eksport do Czechosłowacji. W 2016 roku PKP PLK posiadały ich 81. Część podczas napraw w drugiej dekadzie XXI wieku otrzymała nowy schemat malowania w kolorze żółtym, z szarym dachem i czarnymi bocznymi skrzydłami.